# Cantó de Sent Lis
El cantó de Sent Lis és un cantó francès del departament de l'Alta Garona, a la regió d'Occitània. Està inclòs al districte de Muret, està format per 11 municipis i el cap cantonal n'és Sent Lis.

## Municipis
- Sent Lis
- Fontsòrbas
- Fontanilhas
- Senta Fe de Peirolièras
- La Masquèra
- Bonrepaus d'Aussonèra
- Següeda
- Sent Tomàs
- Campbernat
- Bragairac
- Empèuts